# Похватинская
Похватинская — деревня в Вожегодском районе Вологодской области.
Входит в состав Вожегодское городское поселение, с точки зрения административно-территориального деления — в Вожегодский сельсовет.
Расстояние до районного центра Вожеги по автодороге — 6,1 км. Ближайшие населённые пункты — Сенькинская, Ефимовская, Нестериха, Угол.
По данным переписи в 2002 году постоянного населения не было.